# Kozlí hřbet
Kozlí hřbet (německy Bock Floss Kamm) je hora na Žalském hřbetu v Krkonoších, asi 1 km jihozápadně od Horních Míseček a 800 m západně od Mechovince, jehož je vedlejším vrcholem.
Na smrkovým lesem zarostlém vrcholu je vrcholová skalka a nedaleko od ní posed.

## Přístup
Na vrchol nevedou žádné značené turistické cesty, jen neznačené cesty, využívané v zimě jako závodní běžecké tratě. Nejjednodušší přístup je z Horních Míseček po cestě vedoucí na jih směrem na Mechovinec, před kterým uhýbá na západ, až dojde k vyhlídkové plošině a biatlonové střelnici. Z tohoto místa je potřeba odbočit z cesty a vyšlapaným průsekem na západo-severozápad dojít po 200 m až na vrchol. Přístup dovolen, Kozlí hřbet leží až ve III. zóně KRNAP.